# 직각연꼴

내접원과 외접원이 있는 직각연꼴. 가장 왼쪽과 가장 오른쪽에 있는 꼭짓점의 각은 직각이다.

유클리드 기하학에서 직각연꼴(영어: right kite)은 원에 내접하는 연꼴으로, 즉 외접원이 존재하는 연꼴이다. 마주보는 한 쌍의 각이 직각이다.